# C-2 (潜水艦)
|          |                                               |
| 艦歴     |                                               |
| 発注     |                                               |
| 起工     | 1908年3月4日                                  |
| 進水     | 1909年4月8日                                  |
| 就役     | 1909年11月23日                                |
| 退役     | 1919年12月23日                                |
| その後   | 1920年4月13日にスクラップとして売却           |
| 除籍     | 1919年12月23日                                |
| 性能諸元 |                                               |
| 排水量   | 水上 238トン、水中 275トン                    |
| 全長     | 105 ft 4 in (32 m)                            |
| 全幅     | 13 ft 11 in (4.2 m)                           |
| 吃水     | 10 ft (30.5 m)                                |
| 機関     | ガソリンエンジン、電動モーター、2軸推進       |
| 最大速   | 水上 10ノット (19 km/h) 水中 9ノット(17 km/h) |
| 乗員     | 士官、兵員15名                                |
| 兵装     | 18インチ魚雷発射管2門                         |

C-2 (USS C-2, SS-13) は、アメリカ海軍の潜水艦。C級潜水艦の2番艦。当初の艦名はスティングレイ (USS Stingray) であった。

## 艦歴
スティングレイは1908年3月4日にマサチューセッツ州クインシーのフォアリバー造船所で起工した。1909年4月8日にE・スティーヴンズによって命名、進水、1909年11月23日に艦長E・B・アームストロング少尉の指揮下就役した。スティングレイは1911年11月17日に C-2 と改名された。
スティングレイは大西洋水雷艦隊に配属され、後に大西洋潜水小艦隊に配属、東海岸沿いに巡航した後1913年5月20日にバージニア州ノーフォークを出航、キューバのグアンタナモ湾で6ヶ月間活動した。12月にパナマ運河地帯のクリストバルに到着し、水雷訓練、停泊地の調査および港湾防衛任務に就く。第一次世界大戦の終盤に C-2 はフロリダの沿岸を偵察した。1919年8月22日にココ・ソロで通常任務状態に置かれ、12月23日に退役した。C-2 は1920年4月13日に売却された。